# Geron auratus
Geron auratus är en tvåvingeart som beskrevs av Zaitzev 1962. Geron auratus ingår i släktet Geron och familjen svävflugor. Inga underarter finns listade i Catalogue of Life.